# Fossatone (fiume)
Il Fossatone (pr. Fossatòne) è un torrente umbro, lungo 9,8 chilometri, con un bacino idrografico di 13,2 km². Costituisce un affluente in destra idrografica del Nestore.

## Descrizione
Nasce a poche centinaia di metri dal paese di Collelungo, e scorre per circa 10 chilometri tra i comuni di San Venanzo e Marsciano. L'affluente maggiore è il fosso di Ripalvella, proveniente dall'omonima frazione sanvenanzese. 

## Storia
Il piccolo torrente è stato motivo di battaglie sin dal medioevo ed ancora oggi separa l'Arcidiocesi di Perugia-Città della Pieve da quella di Orvieto-Todi. Lungo il corso finale del torrente sorge l'area urbana dei quartieri marscianesi di Tripoli ed Ammeto.

## Portata
Estremamente legata alle precipitazioni, la portata del Fossatone risulta essere di circa 300 litri al secondo.